# Afhankelijke gemeenschap
In de vegetatiekunde bedoelt men met een afhankelijke gemeenschap een syntaxon dat beperkt is tot een specifieke standplaats binnenin de vegetatie van ander syntaxon, dat dan een onafhankelijke gemeenschap betreft. De vegetatie van de onafhankelijke gemeenschap vormt een essentiële biotische factor van de afhankelijke gemeenschap. 
Vaak (maar zeker niet altijd) bestaan afhankelijke gemeenschappen uit relatief langlevende soorten.
Een voorbeeld van een afhankelijke gemeenschap is de associatie van riviersterretje en uiterwaardmos (Syntrichio-Leskeetum), die enkel voorkomt op takken in bossen of struwelen van het verbond van wilgenvloedbossen en -struwelen.